# Comuna Oleksandropil, Solone
Oleksandropil (în ucraineană Олександропіль) este o comună în raionul Solone, regiunea Dnipropetrovsk, Ucraina, formată din satele Butovîcivka, Dolînske, Harkușîne, Krînîcikî, Mîhailivka, Novoandriivka, Oleksandropil (reședința), Petrîkivka și Vilenka.

## Demografie
Componența lingvistică a satului Oleksandropil
     Ucraineană (97,23%)
     Rusă (2,15%)
     Alte limbi (0,2%)
Conform recensământului din 2001, majoritatea populației satului Oleksandropil era vorbitoare de ucraineană (97,23%), existând în minoritate și vorbitori de rusă (2,15%).